# Алмейда
Алме́йда (порт. Almeida; МФА: [aɫ.ˈmɐj.dɐ]) — муніципалітет і містечко в Португалії, в окрузі Гуарда. Розташований у східній частині країни, на теренах історичної португальської провінції Бейра. Належить до Гуардської діоцезії Католицької церкви в Португалії. Права міського самоврядування має з 1296 року. Поділяється на 16 парафій. За адміністративним поділом, чинним до 1976 року, був складовою провінції Верхня Бейра. Площа муніципалітету — 517,99 км², населення муніципалітету — 7242 ос. (2011); густота населення — 13,98 осіб/км²
. Патрон — Діва Марія. Святковий день муніципалітету — 2 липня. Поштовий індекс — 6350, 6355.  Код місцевої адміністративної одиниці — 0902. Складова статистичного регіону Центр.

## Назва
- Алме́йда (порт. Almeida) — сучасна португальська назва.
- Альме́йда (ісп. і ст.-порт. Almeida) — старопортугальська і іспанська назва.

## Географія
Алмейда розташована на сході Португалії, на сході округу Гуарда, на португальсько-іспанському кордоні.
Містечко розташовано за 36 км на північний схід від міста Гуарда.
Алмейда межує на півночі з муніципалітетом Фігейра-де-Каштелу-Родригу, на сході — з Іспанією, на півдні — з муніципалітетом Сабугал, на заході — з муніципалітетами Гуарда і Піньєл.

## Історія
Перші людські поселення на території Алмейди сягають енеоліту. У часи античності місцеві землі перебували під владою Римської імперії, а в ранньому середньовіччі — у складі королівств свевів та вестготів. Після мусульманського завоювання тут були споруджені перші фортифікації. Відтоді поселення отримало арабську назву «аль-Маїда» (араб. المائدة, al-Ma'ida, «стіл, трапеза»). Після Реконкісти португальцями під проводом Саншу I назва змінилася на «Алмейда».
1296 року португальський король Дініш надав Алмейді форал, яким визнав за поселенням статус містечка та муніципальні самоврядні права. Оскільки містечко розташовувалося на кордоні з Іспанією, португальці постійно укріплювали оборонні укріплення. 1641 року французькі інженери збудували нову Алмейдівську фортецю у вигляді 12-кутної зірки.
1762 року, у ході Семирічної війни, Алмейду тимчасово окупували іспанські війська.

## Населення
| Кількість мешканців | Кількість мешканців | Кількість мешканців | Кількість мешканців | Кількість мешканців | Кількість мешканців | Кількість мешканців | Кількість мешканців | Кількість мешканців | Кількість мешканців | Кількість мешканців | Кількість мешканців | Кількість мешканців | Кількість мешканців | Кількість мешканців |
| ------------------- | ------------------- | ------------------- | ------------------- | ------------------- | ------------------- | ------------------- | ------------------- | ------------------- | ------------------- | ------------------- | ------------------- | ------------------- | ------------------- | ------------------- |
| 1864                | 1878                | 1890                | 1900                | 1911                | 1920                | 1930                | 1940                | 1950                | 1960                | 1970                | 1981                | 1991                | 2001                | 2011                |
| 13 346              | 14 564              | 16 386              | 17 031              | 17 479              | 15 336              | 14 860              | 16 606              | 17 480              | 16 107              | 10 860              | 10 524              | 10 040              | 8 423               | 7 242               |

## Парафії
1. Аде
2. Алдейя-Нова
3. Алмейда
4. Аморейра
5. Азіньял
6. Кабрейра
7. Каштелу-Бон
8. Каштелу-Менду
9. Фрейнеда
10. Фрейшу
11. Жунса
12. Леоміл
13. Мальяда-Сорда
14. Малпартіда
15. Мешкітела
16. Міду
17. Міузела
18. Монте-Пероболсу
19. Наве-де-Авер
20. Навеш
21. Парада
22. Пева
23. Порту-де-Овелья
24. Сенораш
25. Сан-Педру-де-Ріу-Секу
26. Вале-Верде
27. Вале-да-Мула
28. Вале-де-Коелья
29. Вілар-Формозу